# Мопс у кріслі
Мопс у кріслі — картина-жарт французького художника 19 століття Альфреда де Дрьо.

## Мопс у кріслі
«Мопс у кріслі» — виділявся своїм жартівливим характером. Художник представляє тваринку у людській подобі і кумедній ситуації. Пес розвалився у кріслі і заснув, добряче закусивши та заглянувши у чарку. Наїдки та пляшки з вином ще на столі.
У вигляді мопса зображений французький журналіст Жан Іполит Огюст де Вільмесан, який у 1854 році відновив видання газети «Ле фігаро» — сама газета теж є на картині.

## Побутування
Відразу після написання картина була придбана через власного агента російським графом Кушелєвим-Безбородьком та потрапила до його приватної галереї у Петербурзі.
За комуністичної диктатури картина потрапила до Ермітажу.